# Stimmkreis Regensburg-Land, Schwandorf
Der Stimmkreis Regensburg-Land, Schwandorf (Stimmkreis 305) war ein Stimmkreis in der Oberpfalz. Er umfasste die Stadt Hemau und die Gemeinden Beratzhausen, Bernhardswald, Brunn, Deuerling, Duggendorf, Holzheim a.Forst, Kallmünz, Laaber, Nittendorf, Regenstauf des Landkreises Regensburg sowie die Städte Burglengenfeld, Maxhütte-Haidhof, Neunburg vorm Wald, Nittenau, Teublitz und die Gemeinden Bodenwöhr, Bruck i.d.OPf., Dieterskirchen, Neukirchen-Balbini, Schwarzhofen, Thanstein des Landkreises Schwandorf. Wahlberechtigt waren im Jahr 2008 bei der Landtagswahl 92.412 Einwohner. Im Vorfeld der Landtagswahl 2013 wurde der Stimmkreis aufgelöst, da dem Wahlkreis Oberpfalz aufgrund der Einwohnerentwicklung eine geringere Zahl von Mandaten zukam.

## Wahl 2008
Die Landtagswahl 2008 hatte folgendes Ergebnis:
| Direktkandidat                      | Partei                | Erststimmen in % | Gesamtstimmen in % | Veränderung der Gesamtstimmen im Vergleich zur Landtagswahl 2003 in % |
| ----------------------------------- | --------------------- | ---------------- | ------------------ | --------------------------------------------------------------------- |
| Philipp Graf von und zu Lerchenfeld | CSU                   | 38,9             | 40,7               | – 19,2                                                                |
| Matthias Fischer                    | SPD                   | 20,5             | 20,6               | + 0,3                                                                 |
| Rudi Sommer                         | Bündnis 90/Die Grünen | 5,2              | 5,3                | – 0,2                                                                 |
| Joachim Hanisch                     | Freie Wähler          | 15,6             | 14,9               | + 8,0                                                                 |
| Thomas Dechant                      | FDP                   | 7,1              | 5,9                | + 4,5                                                                 |
| Alexander Trägner                   | REP                   | 2,2              | 2,1                | – 0,7                                                                 |
| Josef Angerer                       | ödp                   | 2,4              | 2,4                | + 0,3                                                                 |
| Wolfgang Hiebinger                  | BP                    | 1,2              | 1,0                | + 0,3                                                                 |
| -                                   | BüSo                  | -                | -                  | 0,0                                                                   |
| -                                   | BB                    | -                | -                  | -                                                                     |
| Rolf Muszeika                       | Die Linke             | 5,2              | 5,3                | + 5,3                                                                 |
| -                                   | VIOLETTE              | -                | -                  | -                                                                     |
| Harald Merl                         | NPD                   | 1,6              | 1,4                | + 1,4                                                                 |
| -                                   | RRP                   | -                | 0,3                | + 0,3                                                                 |